# Khủng hoảng hiến pháp Peru 2019
Khủng hoảng hiến pháp Peru bắt đầu khi Tổng thống Martín Vizcarra giải tán Quốc hội Peru vào ngày 30 tháng 9 năm 2019. Quốc hội đã đáp trả bằng cách tuyên bố chức vụ tổng thống của Vizcarra bị đình chỉ và bổ nhiệm phó tổng thống Mercedes Aráoz làm tổng thống lâm thời, các động thái được xem chủ yếu là vô năng.
Ngày hôm sau, vào ngày 1 tháng 10 năm 2019, Aráoz tuyên bố từ chức trong khi Vizcarra ban hành một nghị định cho cuộc bầu cử lập pháp sẽ được tổ chức vào ngày 26 tháng 1 năm 2020.

## Bối cảnh
Tổng thống Peru và Quốc hội Peru đã xảy ra xung đột kể từ khi bắt đầu nhiệm kỳ của cựu Tổng thống Pedro Pablo Kuczynski vào năm 2016. Vào ngày 15 tháng 9 năm 2017, Quốc hội đã thông qua bỏ phiếu bất tín nhiệm chống lại thủ tướng và nội các với một tỷ lệ thuận lớn, dẫn đến việc cải tổ lớn hoàn toàn nội các và Thủ tướng mới được bổ nhiệm.
Kuczynski từ chức vào tháng 3 năm 2018, khi vụ vụ bê bối Kenjivideos mua phiếu bầu bị lộ. Ông được thay thế bởi phó tổng thống, Martín Vizcarra.
Vizcarra đã đưa ra các sáng kiến chống tham nhũng là ưu tiên chính của mình, thúc đẩy một cuộc trưng cầu dân ý về hiến pháp để cấm tài trợ riêng cho các chiến dịch chính trị, cấm bầu cử lại các nhà lập pháp và để tạo phòng lập pháp thứ hai. Minh bạch quốc tế cũng ca ngợi động thái này, nói rằng "Đây là một cơ hội rất quan trọng, không giống như các cơ hội trước đó bởi vì, một phần, tổng thống thực sự cam kết".
Trong khi Vizcarra theo đuổi các hành động chống tham nhũng, nhà lãnh đạo chính trị Keiko Fujimori đã bị bắt vào tháng 10 năm 2018 về rửa tiền và các cáo buộc tham nhũng liên quan đến vụ bê bối Odebrarou. Lực lượng Bình dân của những người theo trường phái Fujimori nắm đa số ghế trong Quốc hội Peru và đã khiến những nỗ lực của Vizcarra trở nên phức tạp kể từ khi ông làm phó tổng thống. Sau vụ bắt giữ Fujimori, Quốc hội do Fujimorist đứng đầu đã đưa ra một dự luật để thay đổi các đề xuất trưng cầu dân ý của Vizcarra. Người dân Peru cuối cùng đã đồng ý với các đề xuất của Vizcarra trong cuộc trưng cầu dân ý vào tháng 12 năm 2018.

### Luật bất tín nhiệm
Trong Hiến pháp Peru, nhánh hành pháp có thể giải tán Quốc hội sau cuộc bỏ phiếu bất tín nhiệm lần thứ hai. 
Cuộc bỏ phiếu bất tín nhiệm đầu tiên xảy ra vào tháng 9 năm 2017. Vizcarra ban hành một quy trình lập hiến vào ngày 29 tháng 5 năm 2019 sẽ tạo ra một động thái không tin tưởng vào Quốc hội nếu họ từ chối hợp tác với các hành động đề xuất của ông chống tham nhũng.
Yêu cầu cải cách chống tham nhũng, Vizcarra kêu gọi bỏ phiếu bất tín nhiệm vào ngày 27 tháng 9 năm 2019, nói rằng "rõ ràng nền dân chủ của quốc gia chúng ta đang gặp rủi ro". Vizcarra và Ủy ban Nhân quyền Liên Mỹ đã chỉ trích Quốc hội vì đã chặn đề xuất bầu cử chung trong khi họ nhanh chóng phê chuẩn các đề cử cho Tòa án Hiến pháp Peru mà không điều tra lý lịch về các ứng cử viên. Vizcarra đã tìm cách cải tổ quy trình đề cử của Tòa án Hiến pháp và sự chấp thuận hoặc không tán thành đề xuất của Quốc hội được coi là "một dấu hiệu của tín nhiệm vào chính quyền của ông".

## Các sự kiện

### Quốc hội tuyên bố tổng thống lâm thời
Ngay sau khi Vizcarra tuyên bố giải tán Quốc hội, cơ quan lập pháp đã từ chối công nhận hành động của tổng thống, tuyên bố Vizcarra bị đình chỉ làm tổng thống và đặt tên Phó Tổng thống Mercedes Aráoz làm tổng thống lâm thời của Peru. Mặc dù vậy, các quan chức chính phủ Peru tuyên bố rằng các hành động của Quốc hội là vô hiệu vì thi thể đã chính thức đóng cửa vào thời điểm tuyên bố của họ. Đến đêm 30 tháng 9, người Peru đã tập trung bên ngoài Cung điện lập pháp của Peru để phản đối Quốc hội và yêu cầu loại bỏ các nhà lập pháp trong khi những người đứng đầu Lực lượng vũ trang Peru gặp mặt Vizcarra, thông báo rằng họ vẫn công nhận ông là tổng thống Peru và người đứng đầu lực lượng vũ trang.

### Aráoz từ chức
Trong buổi tối ngày 1 tháng 10 năm 2019, Mercedes Aráoz, người được Quốc hội tuyên bố là tổng thống lâm thời, đã từ chức. Aráoz đã từ chức, hy vọng rằng động thái này sẽ thúc đẩy cuộc tổng tuyển cử mới do Vizcarra đề xuất và hoãn lại bởi Quốc hội.
Vizcarra cũng ban hành một nghị định kêu gọi bầu cử lập pháp vào ngày 26 tháng 1 năm 2020.